# Casino 2000
El Casino 2000 és un complex de casinos de joc i d'entreteniment situat a Mondorf-les-Bains, al sud de Luxemburg. Alberga les úniques instal·lacions de joc del país. Inaugurat l'abril de 1983, el complex del Casino 2000 reuneix a les seves instal·lacions jocs d'atzar, menjador, allotjament i espectacles que atreuen a gairebé mig milió de visitants a l'any. A més de les seves moltes màquines escurabutxaques, el casino compta amb taules de ruleta i blackjack. Els freqüents espectacles compten amb estrelles i bandes de renom.